# XTRAP
XTRAP（エクストラップ）は、日本のダンスパフォーマンスグループ。フィンガーダンサー、振付師。所属運営事務所は ASFECT。
2015年結成。メンバーはZANGE、RYOGA、KENSHIN。海外番組「Asia's Got Talent2017」セミファイナリスト。イタリアのテレビ番組「Tusiquevales」 に日本からパフォーマーとして出演している。
国内のテレビ番組に多数出演 し、フィンガータットを使った作品で話題になる。日本航空JALアプリのCM出演 や、SexyZoneライブにてluv manifesto振付を行っており、ホテル式典、イベント出演を主に、テレビ出演、CM出演、学校公演などでも活動を行っている。

## 略歴
ラスベガスでのショー公演を目標として2015年に結成。
メンバーはニューヨークのアポロシアターアマチュアナイトにて5大会優勝を果たしたZANGE、フィンガーダンスの国際的な大会で優勝を2度達成したNARI、同じく優勝を達成したRYOGA の3名により結成される。2019年からKENSHINが新メンバーとして加入。同時にNARIが活動休止。
指や腕を使ったダンス表現からなるパフォーマンス作品で構成されるショーやSNSで発信される動画は話題となり、結成間も無くにもかかわらず大型の営業公演に招聘され始める。

### 2015年
- 大阪難波の劇場イエスシアターにてワンマンライブ公演を開催。（吉本興業、YES THEATERとの共催）
- シャ乱Q はたけの主催イベントへ出演。HATAKE BANDと共演。
- FIAT 500Xの新車発表セレモニーのパフォーマンスを担当。ZANGEがFIAT500XのWEB CMに出演する。

### 2016年
- オーストラリアでの財界式典にて公演。
- 豪華客船ぱしふぃっくびいなすクルーズにてゲスト出演。テンヨーマジックフェスティバルゲスト出演。[10]
- 香港にてZANGEが各地のショッピングモールへ招聘出演。
- 大阪難波の劇場イエスシアターにて3度目のワンマンライブ公演「STRATOSPHERE（ストラトスフィア）」を開催。（吉本興業、YES THEATERとの共催）[11]
- のちの代表作となる「指の万華鏡（Finger Kaleidoscope）」1作目を映像作品として公開。[12]

### 2017年
- SONY Motion sonic WEB広告出演。
- 3月21日 公開した作品動画「指の花火（Finger fireworks）」がFacebookにて100万再生される。
- 5月2日 Abema TV「古坂大魔王の原石が出るTV」に生放送出演、上記、指の花火を披露。古坂大魔王「新しい。今すぐコラボしたい。」と発言。[13][14]
- 6月11日 「指の万華鏡（Finger Kaleidoscope）」の新作を発表。（米国YouTubeチャンネル StatusSilver のサポート）
- 「指の万華鏡（Finger Kaleidoscope）」の新作がFacebook動画にて5日で3500万回再生される。一夜にして世界的に拡散される動画となり、XTRAPの名を広めることになる。  韓国、中国、アメリカにてテレビ放映され、日本の「Yahoo!ニュース」[5] 米国の「Gizmodo」[15] やインドの「inUth.com」など世界各国のニュースメディアで大絶賛される。[16]
- 指の万華鏡は「The Awesomer」、「Laughing Squid」、「boredpanda」といったアート・エンタテインメント系英米メディアだけでなく、スペイン語メディア「Pysnnoticias」やベトナムのネットニュースまでがこぞって取り上げた。[16]
- 日本テレビ「ズームイン！！サタデー」に出演。世界で話題のパフォーマーとして取り上げられる。[17]
- フジテレビ「めざましテレビ」に出演。「世界が注目JAPAN動画」特集。[18]
- フジテレビ「めざましテレビ」に2度目の出演。「世界が認めるフィンガーダンスXTRAP」特集。[18]
- 日本テレビ「スッキリ」に生出演。「世界レベルの新ジャンルパフォーマンス」特集、指の花火を披露。
- Google Play Best of 2017 テレビCM出演。（RYOGA）
- ピザハットChina CM出演。

### 2018年
- NHK 新春2時間SP「世界が驚いたニッポン! 2018」に出演。NHKワールド・プレミアムにても放送される。
- フジテレビ 「二度見シアター」に出演。所ジョージと作品コラボを行う。
- アジア圏番組「Asia's Got Talent」に出演。セミファイナリストとなる。
- ランボルギーニURUS、ジャパンプレミアのパフォーマンスを担当。
- 日本テレビ「嵐にしやがれ」に出演。嵐相葉雅紀、SexyZone中島健人らと作品コラボを行う。[7]
- 日本航空JALアプリCMに出演。[6]
- 天王寺MIOテレビCMに出演。[19]
- NHK Eテレ「天才てれびくんYOU」に出演。千鳥、てれび戦士らと作品コラボを行う。
- GYAO！「ハロプロのモノホン！」に出演。Juice=Juiceと作品コラボを行う。
- 吉田ヒロ芸能生活35周年イベント なんばグランド花月ゲスト出演。

### 2022年
- 福山雅治「妖」の振り付けを担当。

## テレビ出演
- 「めざましテレビ」 （2017年7月12日 - フジテレビ）
- 「めざましテレビ」 （2017年11月23日 - フジテレビ）
- 「嵐にしやがれ」 （2018年2月3日 - 日本テレビ）
- 「朝まであらびき団SP あら1グランプリ2017」 （2017年12月29日 - TBS）
- 「スッキリ」 （2017年11月21日 - 日本テレビ）
- 「Cool Japan元旦特番 世界が驚いたニッポン! 2018」 （2018年1月1日 - NHK）
- 「今夜くらべてみました２時間SP」 （2018年3月28日 - 日本テレビ）
- 「サタデープラス」 （2018年9月8日 - 毎日放送）
- 「おはスタ」 （2018年10月9日 - テレビ東京）
- 「あさチャン!!」 （2017年7月5日 - TBS）
- 「ズームイン!!サタデー」 （2017年7月12日 - 日本テレビ）
- 「天才てれびくんYOU」 （2018年11月13日 - NHK Eテレ）
- 「ごきげんライフスタイル よ〜いドン!」 （2017年7月12日 - 関西テレビ）
- 「雨上がりの「Aさんの話」」 （2017年8月1日 - 朝日放送）
- 「デザインコード」 （2017年9月16日 - テレビ朝日）
- 「朝生ワイド す・またん！」  （2017年11月16日 - 読売テレビ）
- 「ZIP!」 （2017年7月3日 - 日本テレビ）
- 「ドデスカ！」 （2017年12月5日 - 名古屋テレビ）
- 「二度見シアター 新年特番」 （2018年1月6日 - フジテレビ）
- 「ハロプロのモノホン！」 （2018年9月25日 - 10月9日 全4回放送 - GYAO!）
- 「緊急特番！アジアズゴットタレント徹底解剖」 （2018年2月4日 - CS AXN JAPAN）
- 「マンモスター+」 （2018年2月23日 - MBS）
- 「古坂大魔王の原石が出るTV」 （2017年5月2日 - Abema TV）
- 「Tusiquevales」 （2017年7月12日 - イタリア）
- 「Asia's got talent2017」 （2017年7月12日 - アジア圏 AXN系）
- 「KBSニュース」（韓国）
- 「報道番組」（中国）
- 「Right this minute」（米国）

## CM出演
- 日本航空JALアプリCM（JAL）[20]
- ピザハットChina CM（PizzaHut）
- Google Play Best of 2017 CM（Google）
- ニチバン ケアリーヴ CM（ニチバン）
- 天王寺MIO CM サマーバーゲン（天王寺MIO）[19]
- 天王寺MIO CM 新年セール（天王寺MIO）[19]
- FIAT 500X（FIAT）
- SONY motion sonic (SONY)
- Samsung A10 china CM (Samsung)